# مایکل کی. ویلیامز
مایکل کنت ویلیامز (انگلیسی: Michael Kenneth Williams؛ زاده ۲۲ نوامبر ۱۹۶۶ در بروکلین – ۶ سپتامبر ۲۰۲۱ در بروکلین) بازیگر اهل ایالات متحده آمریکا بود.
وی در آپارتمانش در منهتن نیویورک بر اثر بیش‌مصرفی موادِ مخدر درگذشت.

## فیلم‌شناسی

### سینما
- رفته عزیزم رفته (۲۰۰۷)
- هالک شگفت‌انگیز (۲۰۰۸)
- معجزه در سنت آنا (۲۰۰۸)، اعتیاد (۲۰۰۹)
- روزی از زندگی (۲۰۰۹)
- جاده (۲۰۰۹)
- زندگی در زمان جنگ (۲۰۰۹)
- بهترین‌های بروکلین (۲۰۱۰)
- ۱۲ سال بردگی (۲۰۱۳)
- پلیس آهنی (۲۰۱۴)
- پاکسازی: هرج و مرج (۲۰۱۴)
- خباثت ذاتی (۲۰۱۴)
- قمارباز (۲۰۱۴)
- بیهوشی (۲۰۱۵)
- اسیر (۲۰۱۵)
- تریپل ناین (۲۰۱۶)
- شکارچیان روح (۲۰۱۶)
- وقتی ساقه‌ها می‌شکنند (۲۰۱۶)
- کیش یک آدم‌کش (۲۰۱۶)
- عموم (۲۰۱۸)
- پرواز فوق‌العاده (۲۰۱۸)
- سولو: داستانی از جنگ ستارگان (۲۰۱۸)
- میعادگاه غوطه ور دریای سرخ (۲۰۱۹)
- بروکلین بی‌مادر (۲۰۱۹)
- آرکانزاس (۲۰۲۰)
- دلالان بدن (۲۰۲۱)

### تلویزیون
- سوپرانوز (۲۰۰۱)
- وایر (۲۰۰۲–۲۰۰۸)
- دیدبان سوم (۲۰۰۲)
- آلیاس (۲۰۰۵)
- بوستون لیگال (۲۰۰۵)
- سی‌اس‌آی (۲۰۰۵، ۲۰۱۰)
- سی‌اس‌آی: نیویورک (۲۰۰۸)
- امپراتوری بوردواک (۲۰۱۰–۲۰۱۴)
- اجتماع (۲۰۱۱–۲۰۱۲)
- آن شب (۲۰۱۶)
- هنگامی که ما برمی‌خیزیم (۲۰۱۷)
- خ مثل خانواده (۲۰۱۷)
- وایس (۲۰۱۸)
- هفته پیش امشب با جان اولیور (۲۰۱۹)
- وقتی آنها ما را می‌بینند (۲۰۱۹)
- لاوکرفت کانتری (۲۰۲۰)

### بازی ویدیویی
- بتلفیلد ۴ (۲۰۱۳)
- ان‌بی‌ای ۲کا۲۱ (۲۰۲۰)
- بتلفیلد ۲۰۴۲ (۲۰۲۱)